# Назим Османов
Назим Сейтхалілович Османов (крим. Nazim Osmanov; 28 квітня 1939 — 7 вересня 1985) — перший секретар Мубарецького комітету Комуністичної партії та депутат Верховної Ради Узбецької РСР.
Народився 1939 року в кримському місті Карасубазар. 1944 року разом з родиною був депортований як кримський татарин, виріс у вигнанні в Узбецькій РСР.
Спочатку працював агрономом у Шахрісабзі, де 1968 року став членом Комуністичної партії. Згодом переїхав до Мубарека, щоб підтримати проєкт Мубарекської зони як території нової батьківщини кримських татар. Мало хто з кримських татар підтримав цей урядовий проєкт або коли-небудь переїжджав у запропонований район, розглядаючи цей проєкт як план подальшої асиміляції їх в в Узбецькій РСР, перетворення їх в «мубарекських татар», утримання далеко від Криму і запобігання відновленню Кримської АРСР. Проте в Мубарекському районі політична кар'єра Османова швидко просувалася. Він став членом райвиконкому, в листопаді 1980 року — першим секретарем Мубарецького районного партійного комітету, а в серпні 1985 року — перейшов до міського партійного комітету.